# Загајеви
Загајеви су насељено мјесто у општини Рогатица, Република Српска, БиХ. Према попису становништва из 1991. у насељу је живјело 14 становника.

## Култура
У селу је 1964. снимљен докуменатрни филм Јова Мијатовић у режији Пурише Ђорђевића. Филм се бави животом народног љекара и травара Јове Мијатовића.

## Становништво
| Демографија | Демографија | Демографија |
| Година      | Становника  | Становника  |
| ----------- | ----------- | ----------- |
| 1991.       | 14          |             |

## Знамените личности
- Јово Мијатовић (1886—1986), народни љекар и травар